# Daughter (banda)
Daughter é uma banda londrina com uma sonoridade própria, muito próxima do indie rock, liderada pela guitarrista/vocalista Elena Tonra e acompanhada pelo baixista Igor Haefeli e pelo baterista Remi Aguilella.

## Biografia
Em 2010 Elena tocava a solo pelos bares londrinos com o seu próprio nome. Entretanto conheceu Igor no London's Institute of Contemporary Music onde ambos estudavam. Começaram a tocar juntos e gravaram uma série de demos. Em Abril de 2011, os dois músicos, e já como banda Daughter, lançaram o EP "His Young Heart". Este EP alcançou boas críticas e ainda no mesmo ano lançaram o segundo EP "The Wild Youth" com o apoio da Communion Records e já com Remi Aguilella na bateria.
As letras agressivas, em contraste com a voz suave e gentil de Elena, aliaram-se a uma sonoridade melancólica que fizeram dos dois Ep's um estrondoso sucesso juntando, rapidamente, uma leal multidão de fãs que esgotavam as salas dos concertos que davam.
O repentino sucesso levou a que assinassem, ainda em 2013, pela editora A4D para gravar o álbum "If You Leave". Este álbum entrou diretamente para o top 20 do UK album charts e levou a banda numa digressão onde realizaram mais de 130 concertos e tocaram praticamente em todos grandes festivais internacionais, entre eles o Glastonbury Festival, em Inglaterra, e o Optimus Alive, em Portugal.
O ano de 2016 tem reservado o regresso desta banda com o lançamento, já em Janeiro, do seu novo álbum Not to disappear.
Os singles extraídos do novo álbum são Doing The Right Thing e Numbers e fazem parte de uma trilogia de videoclipes criados pelos realizadores Iain Forsyth e Jane Pollard.
A banda foi responsável pela maior parte da trilha sonora do jogo Life Is Strange: Before the Storm, lançado em 2017. Em 1 de setembro de 2017, o álbum Music From Before the Storm foi disponibilizado em plataformas digitais, como o Spotify.

## Discografia

### Álbuns de estúdio
- If You Leave (2013)
- Not to Disappear (2016)

### Trilhas sonoras
- Music From Before The Storm (2017)

### EP's
- Demos EP (2010)
- His Young Heart EP (2011)
- The Wild Youth EP (2011)
- 4AD Sessions EP (2014)

### Singles
- "Smother" (2012)
- "Human" (2013)
- "Youth" (2013)
- "Doing the Right Thing" (2015)
- "Numbers" (2015)
- "How"	(2016)
- "No Care" (2016)
- "The End" (2016)
- "Burn It Down" (2017)